# Nillumbik Shire
Koordinaten: 37° 41′ S, 145° 7′ O

Nillumbik Shire ist ein lokales Verwaltungsgebiet (LGA) im australischen Bundesstaat Victoria. Nillumbik gehört zur Outer Metropolitan Area von Melbourne, dem äußeren Großstadtgebiet der Hauptstadt Victorias. Das Gebiet ist 430 km² groß und hat etwa 60.000 Einwohner.
Nillumbik liegt 24 bis 46 km nordöstlich des Stadtzentrums von Melbourne nordwestlich des Yarra River und enthält 23 Stadtteile und Ortschaften: Arthurs Creek, Bend of Islands, Christmas Hills, Cottles Bridge, Diamond Creek, Doreen, Eltham, Eltham North, Greensborough, Hurstbridge, Kangaroo Ground, Kinglake, Kinglake West, North Warrandyte, Nutfield, Panton Hill, Plenty, Research, Smiths Gully, St Andrews, Strathewen, Wattle Glen und Yarrambat. Der Sitz des Shire Councils befindet sich in Greensborough im äußersten Südwesten.
Durch Goldfunde Mitte des 19. Jahrhunderts stieg die Bevölkerungszahl in der hügeligen Gegend an. Schafszucht und Obstanbau ersetzten die Einnahmequellen der Einwohner nach den wenigen Jahren des Goldreichtums. Auch heute sind weite Teile vor allem im Norden dünn besiedeltes, landwirtschaftlich genutztes Land.
Das Sugarloaf Reservoir ist ein 440 ha großer Speichersee im Gebiet der Christmas Hills im Osten des Shires, der die Wasserversorgung des Nordwestens und Teilen der Innenstadt Melbournes sichert. Im Nordosten liegen Teile des Kinglake-Nationalparks.

## Verwaltung
Der Nillumbik Shire Council hat neun Mitglieder, die von den Bewohnern der neun Wards gewählt werden. Diese neun Bezirke (Allwood, Coleman, Cottle, Edendale, Ellis, Lenister, Sutherland, Wingrove und Yankie) sind unabhängig von den Stadtteilen festgelegt. Aus dem Kreis der Councillor rekrutiert sich auch der Mayor (Bürgermeister) des Councils.